# عصعوص عداء
عصعوص عداء (الاسم العلمي: Dromococcyx)، هو جنس غير شائع ونادر ينتمي إلى الفصيلة الوقواقية يوجد في الغابات والأراضي الخشبية في الإقليم المداري الجديد. ذيولها متدرجة بشكل لافت للنظر، وهي من بين عدد قليل من طيور الوقواق في الأمريكتين من متطفلات الأعشاش (الآخر هو الوقواق المخطط).

## الأنواع
يضم الجنس الأنواع التالية
| الصورة | الاسم العلمي             | الاسم الشائع | التوزيع                                                                                           |
| ------ | ------------------------ | ------------ | ------------------------------------------------------------------------------------------------- |
|        | Dromococcyx pavoninus    | وقواق طاووسي | البرازيل وبوليفيا والأرجنتين وكولومبيا والإكوادور وغيانا الفرنسية وغيانا وباراغواي وبيرو وفنزويلا |
|        | Dromococcyx phasianellus | وقواق تدرجي  | أمريكا الوسطى والجنوبية                                                                           |